# フラスコナマコ科
フラスコナマコ科 Rhopalodinidae は指手目に属するナマコの科の一つ。

## 分布
分布域は狭く、東部大西洋のセネガルから喜望峰までの海域に限られる。沿岸性で、深度1.5-82メートルから採集されている。

## 形態
最大種でも全長108ミリメートル程度。丸底フラスコのような形態で、胴体から長く伸びた"吻"の先端に口と肛門が位置していることが最大の特徴である。このような形態を持つ理由として、東部大西洋の沿岸は擾乱の多い環境であることが挙げられる。本科は堆積物に埋まって吻部のみを露出させることで、波に流されにくくなっていると推測される。
この特殊な形態が出現した経緯には2つの説がある。一つ目は従来からの説で、直線型の形態から背面の組織が縮小することによって口と肛門が近接したとするもの、もう一つは胴体部のみが大きく肥大することによって相対的に口と肛門が近接したとするものである。

## 分類
3属に18種が属する。
- Rhopalodina Gray, 1853 - 13種。口と肛門は非常に近接する。触手は15-25本。
- Rhopalodinaria Cherbonnier, 1970 - 3種。口と肛門はある程度離れる。触手は少ない（10本）。
- Rhopalodinopsis Heding, 1937 - 2種。口と肛門はある程度離れる。触手は20-30本以上。